# David (distrito)
David é um distrito da província de Chiriquí, Panamá. Possui uma área de 869,60 km² e uma população de 124.280 habitantes (censo 2000), perfazendo uma densidade demográfica de 142,92 hab./km². Sua capital é a cidade de David.